# Thác Bảy Nhánh

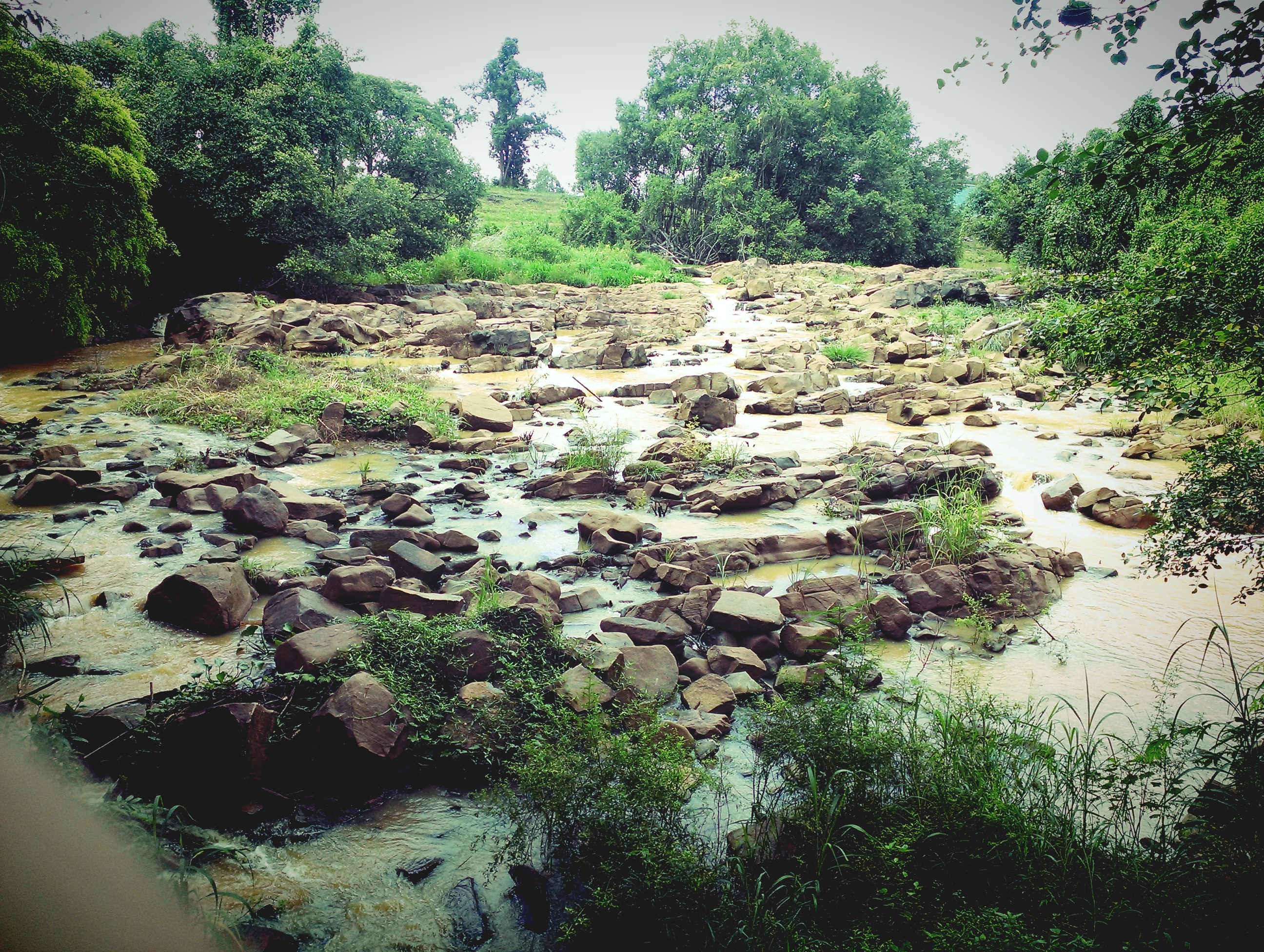
Một trong những dòng chảy của thác.

Thác Bảy Nhánh là thác nước trên sông Srêpốk tại vùng đất buôn N'DRêch xã Ea Huar huyện Buôn Đôn, tỉnh Đắk Lắk, Việt Nam .
Thác ở cách thành phố Buôn Ma Thuột khoảng 35km về hướng Tây Bắc.

## Khái quát chung
Dòng sông Srêpốk chảy về đây gặp một ghềnh đá lớn chia làm 7 dòng sông nhỏ chảy qua các tảng đá tạo thành 6 hòn đảo giữa các nhánh sông, vì vậy gọi là Thác Bảy Nhánh. Đứng trên cao nhìn xuống, Thác Bảy Nhánh như một bàn tay khổng lồ có bảy ngón xòe ra giữa ghềnh thác trắng xóa mà "cổ tay" là đầu thác rộng khoảng 500m, nước chảy hiền hòa êm ả quanh năm.
Thác chảy qua khu vực Bản Đôn và vườn quốc gia Yok Đôn.

## Đặc điểm

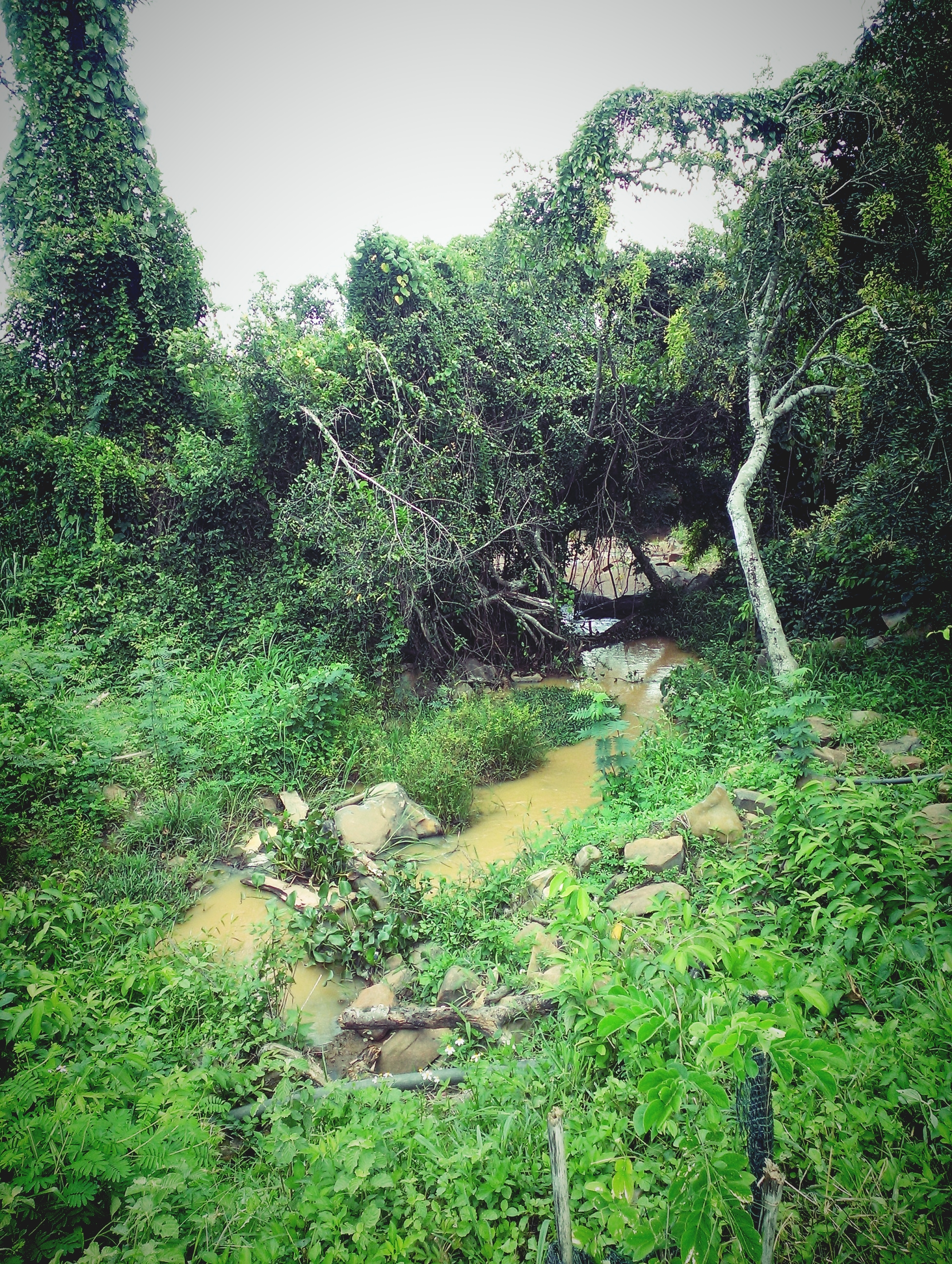
Nhánh thứ nhất

Nơi rộng nhất của thác khoảng 2 km;
- Nhánh thác thứ nhất được che bởi những rặng si già.
- Nhánh thác thứ hai, ba, bốn cách "cổ tay" khoảng 25 – 30m chảy qua những ghềnh đá lớn đủ hình dạng khác nhau.
- Nhánh thác thứ năm có bãi sạn, đá cuội được nước đánh bóng, bào mòn rất xinh xắn
- Nhánh thác thứ sáu là sáu bãi cát rộng, phẳng đẹp và khoảng 2ha đất canh tác là nơi dân cư trong vùng trồng cây công nghiệp và cây ăn trái.
- Nhánh thác thứ bảy là đến rừng nguyên sinh do Vườn Quốc gia YokDon, nơi có những thảm thực vật quý hiếm.

Thác chảy luồn lách qua các tảng đá gốc rặng si già cành lá xum xuê đan xen chằng chịt.
Tại thác Bảy Nhánh có ngôi nhà sàn dài nhất DakLak với nền văn hóa cồng chiêng và các kỷ vật của Vua Săn Voi Khunsanup.
Hiện tại thác đang được công ty Du lịch Thanh Hà quản lý, khai thác. Ở đây có ngôi nhà sàn dài nhất Đắk Lắk.

## Lịch sử

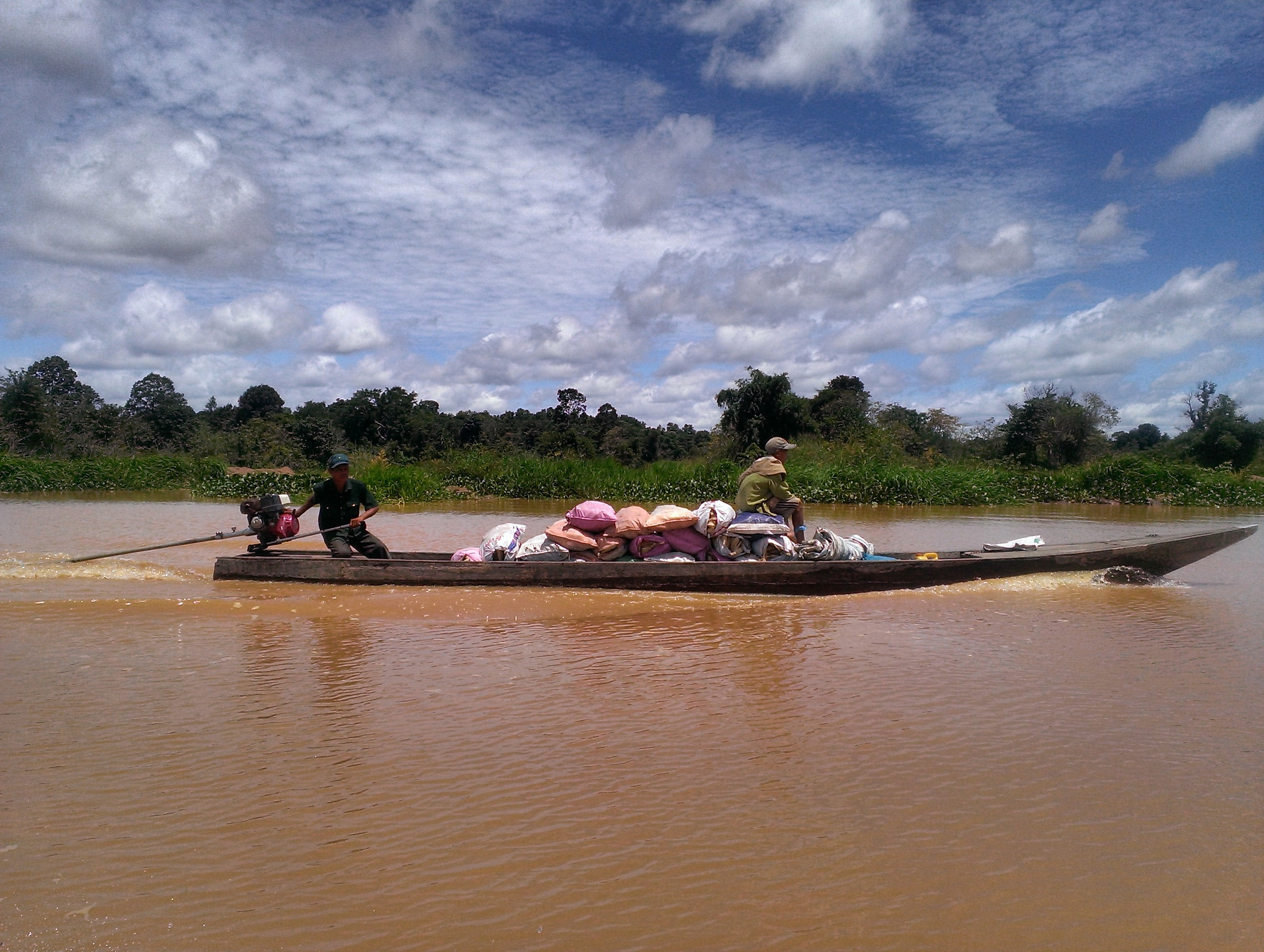
Con người nơi đây.

Dòng sông Srêpốk huyền thoại là hợp lưu của hai con sông Krông Ana (sông vợ) và sông Krông Nô (sông chồng), khi chảy đến địa phận xã Ea Huar, huyện Buôn Đôn, dòng sông vươn mình qua ghềnh đá tuyệt đẹp, chia thành bảy nhánh nước ôm lấy những ốc đảo màu mỡ rồi lại hợp lại trôi mình về Biển Hồ Campuchia rộng lớn. Và nơi đây cũng chính là nơi Vua săn voi Y’Thu Knul - Khunsanốp chọn làm nơi an cư lạc nghiệp tạo nên vùng đất Bản Đôn rạng danh một thời.
Thuở sinh thời, Ông Y’Thu Knul đã rất sáng suốt khi chọn những ốc đảo giữa dòng sông làm nơi sinh sống cho bà con buôn làng mình. Những ốc đảo quanh năm được phù sa bồi đắp nên trồng cây gì lên cây nấy. Sáng sáng, những chàng trai đem lao đi bắt cá, những cô gái thoăn thoắt đôi tay trỉa bắp, trẻ con thì vui chơi quanh vườn, mẹ già lại cặm cụi bên khung cửi...tất cả ai cũng hăng say với công việc của mình. Thuyền bè cột sẵn bên hông nhà, khi bắp lúa đầy thì chất lên thuyền đi đổi lấy chiêng ché, mắm muối. Khi buôn làng bị tấn công, chính dòng Sông Srêpốk cũng góp phần ngăn bước quân thù, bảo vệ buôn làng.
Ngày nay, dù bà con buôn N’Drếch tuy không còn sinh sống trên những ốc đảo, nhưng vẫn dùng nơi đây để canh tác hoa màu, chăn nuôi phục vụ cho cuộc sống hàng ngày và là nơi để tưởng nhớ về một vị tù trưởng lỗi lạc của dân tộc M’Nông.

## Đa dạng sinh học

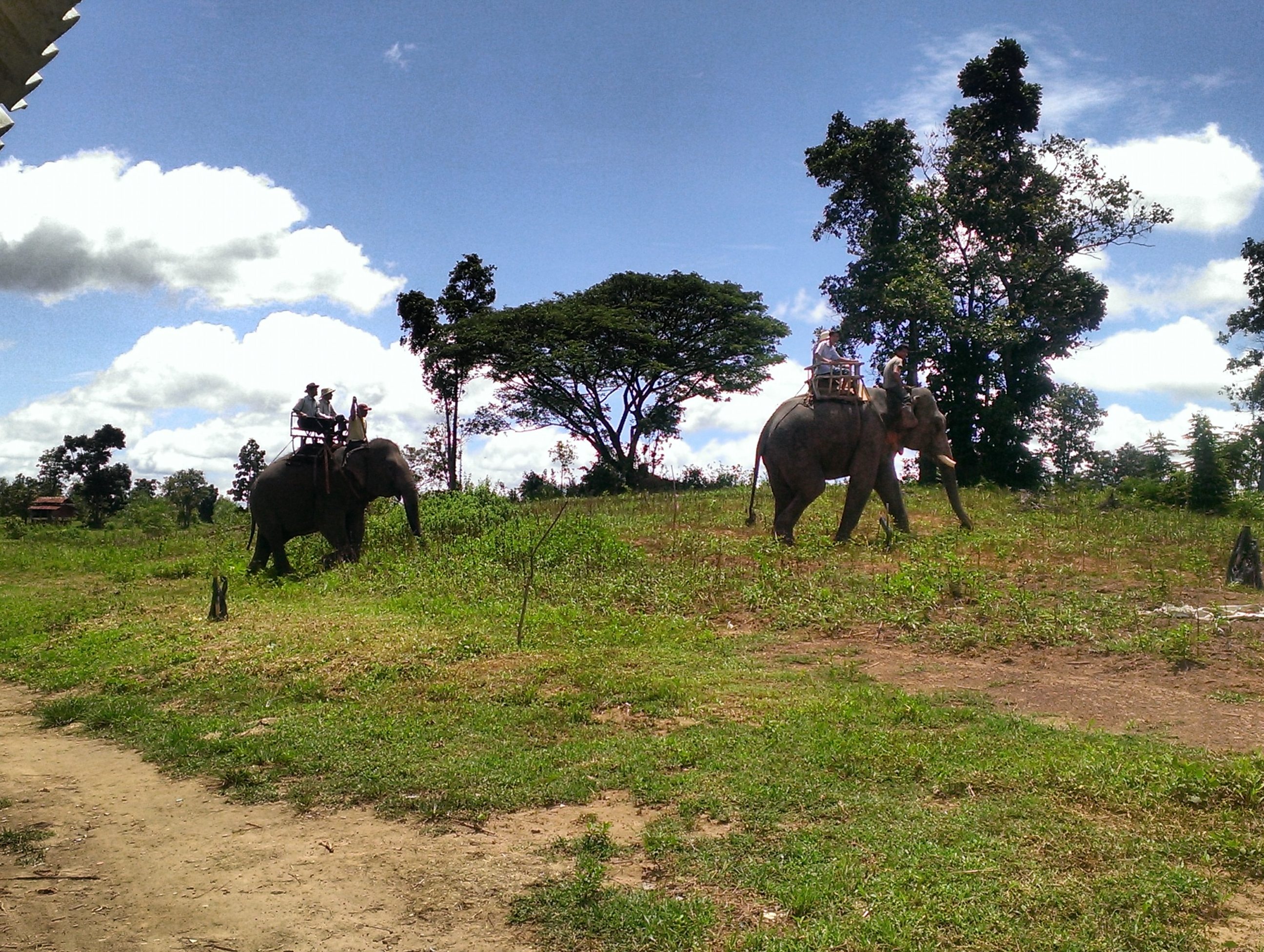
Khung cảnh xung quanh những dòng thác hoang sơ.

Bao quanh dòng thác là các rừng cây với nhiều loại thực động vật.
Thực vật bao gồm:
- Nhóm 1: Hương, cà te, cẩm lai
- Nhóm 2: Căm xe, gõ
- Nhóm 3: Bằng lăng, cà chích
- cây gỗ rừng khộp (gồm các cây gỗ nhóm 4: dầu)

Động vật bao gồm: Bò, nai hoãng, voi, lợn…

## Du lịch
Đây là một điểm du lịch khá hấp dẫn, mới mở cửa đón khách từ tháng 7/2000 đến nay. Thu hút được đông đảo lượng khách du lịch đến từ mọi nơi trên Thế giới.

## Ảnh hưởng của công trình thủy điện
Từ cuối năm 2013, hệ thống Thủy điện đi vào hoạt động. Để tích trữ nước thủy điện đã phải chặn dòng sông Srêpốk dẫn dòng qua các xã khiến những nơi này thiếu trầm trọng lượng nước để sản xuất, sinh hoạt, trong đó có cả hoạt động du lịch.

## Thư viện ảnh

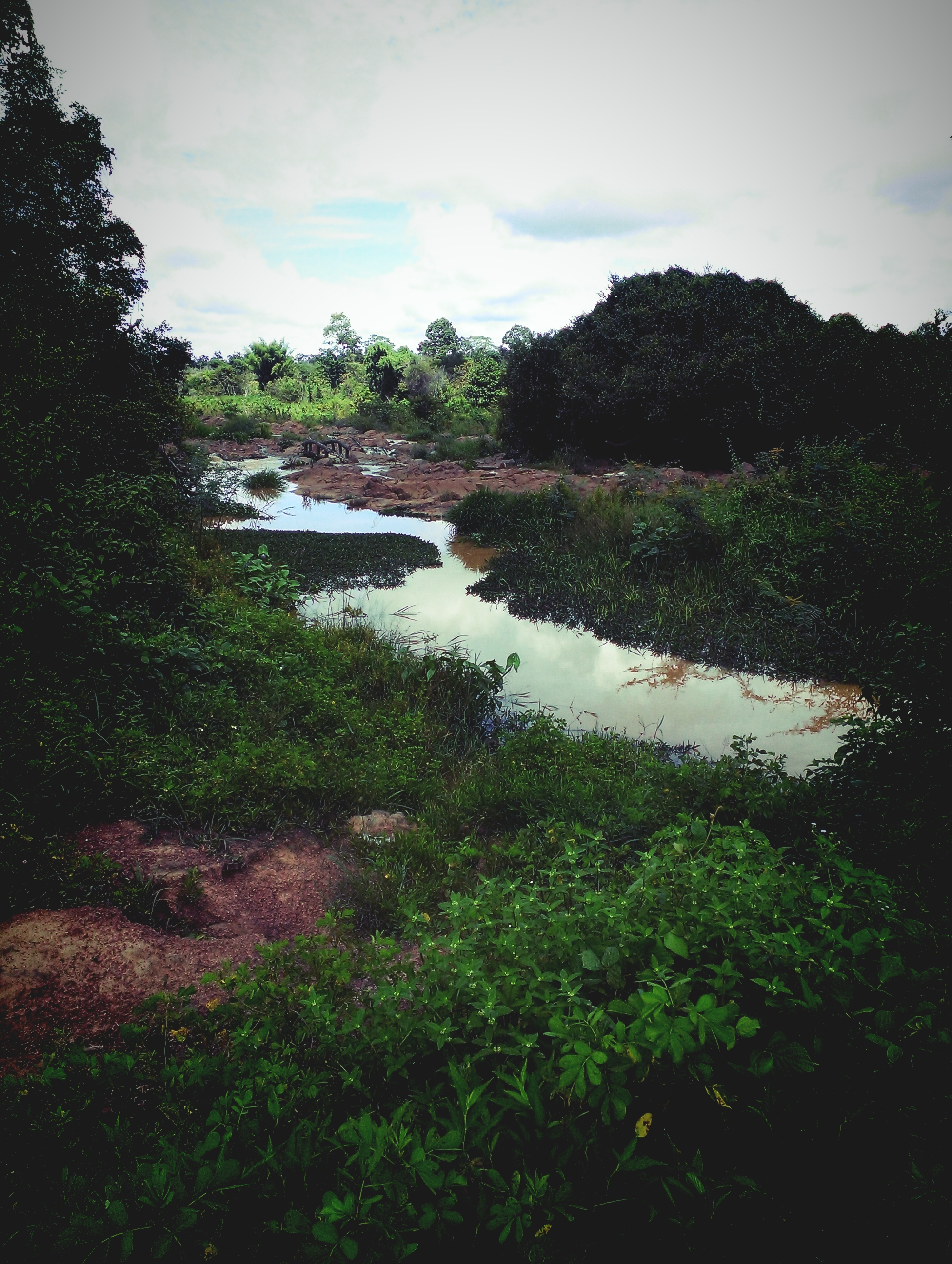
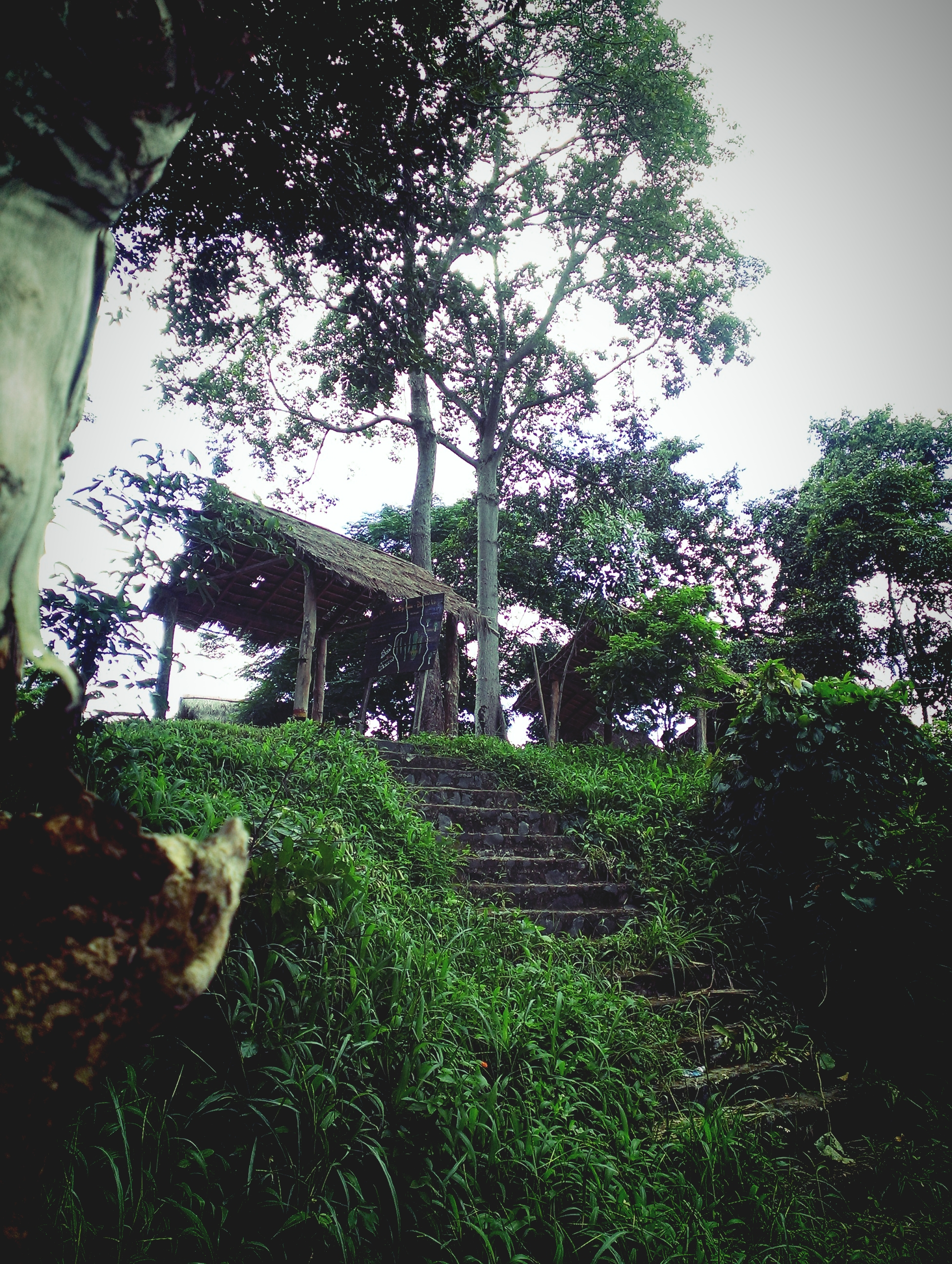
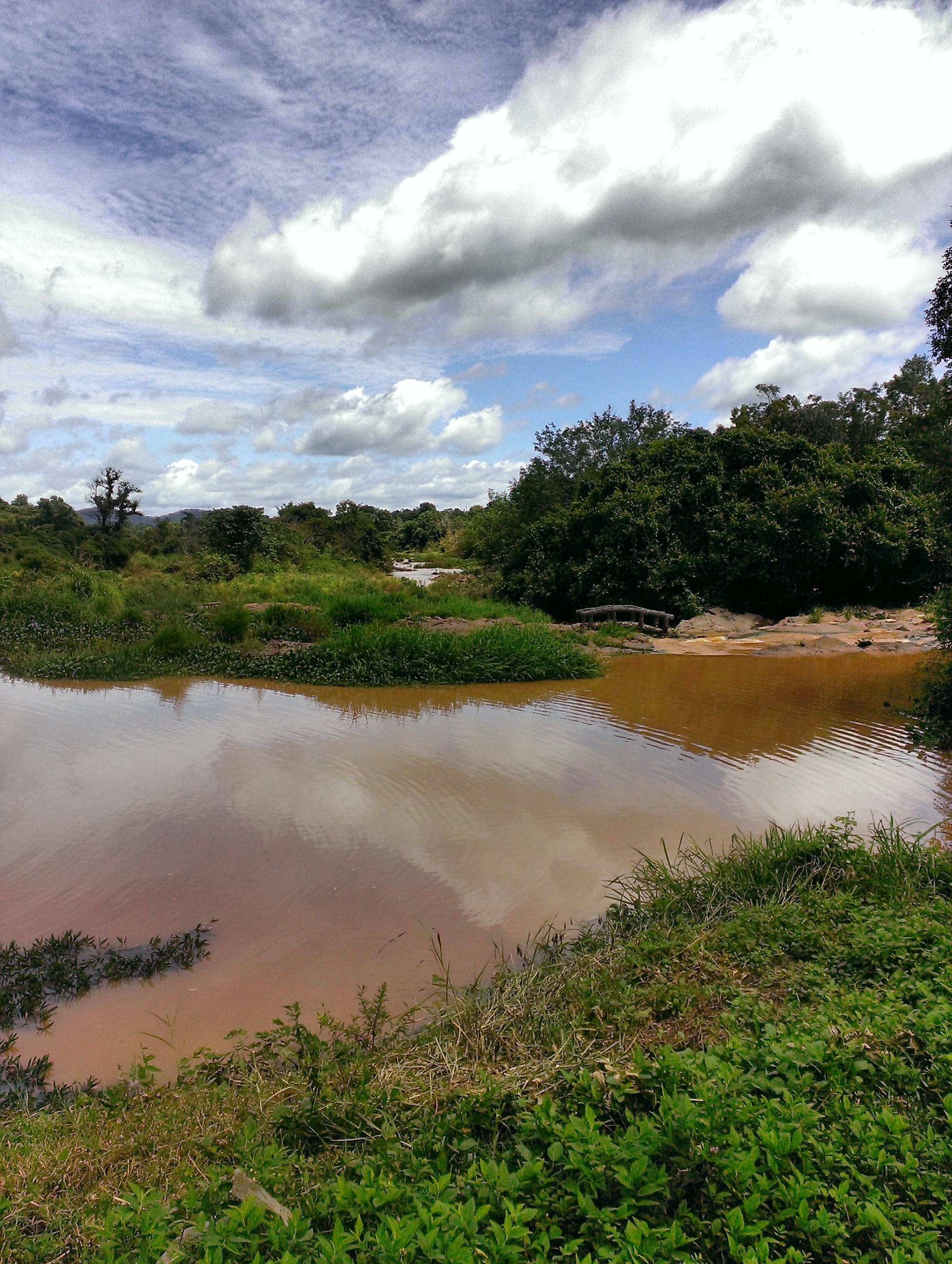
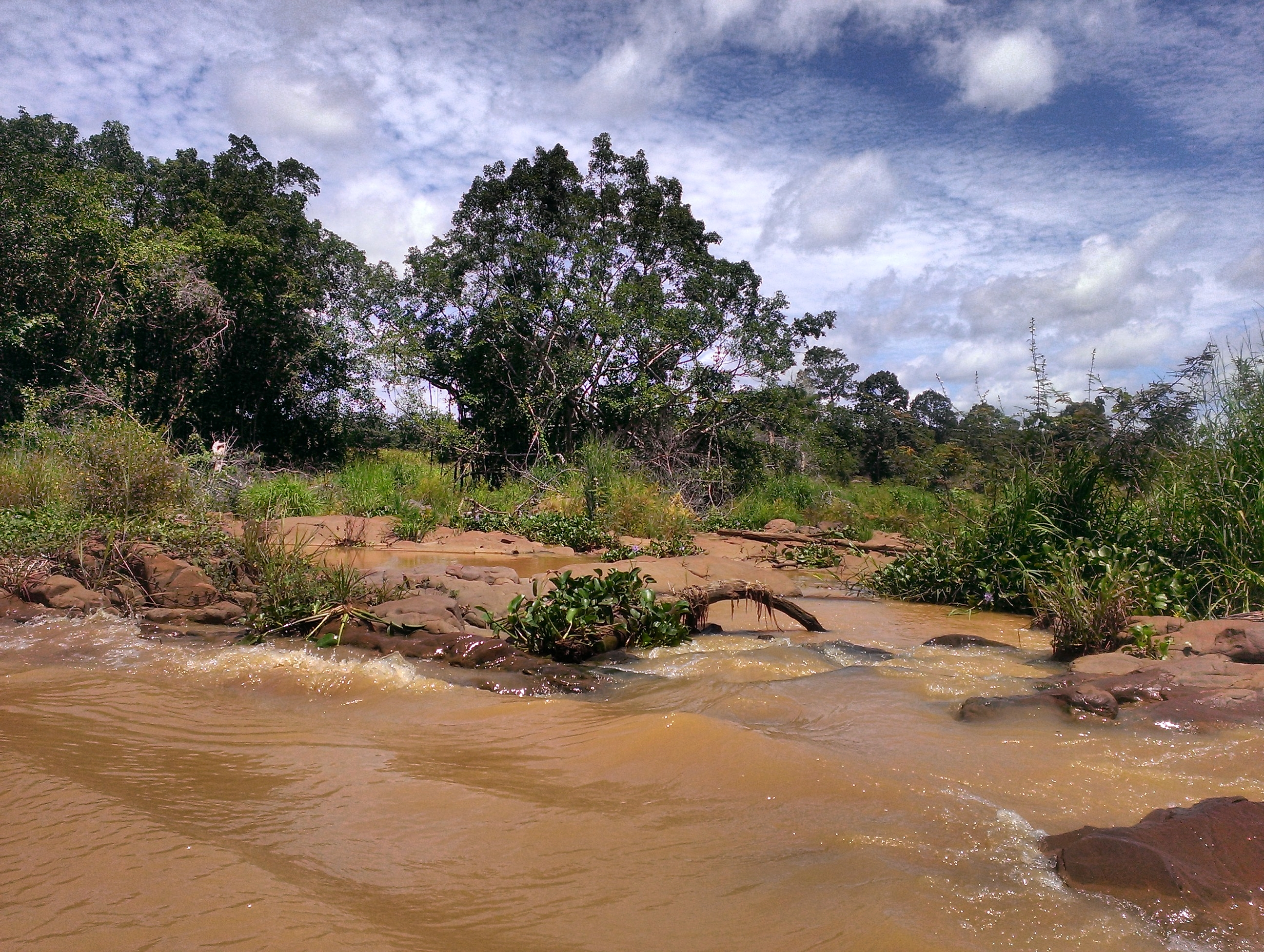
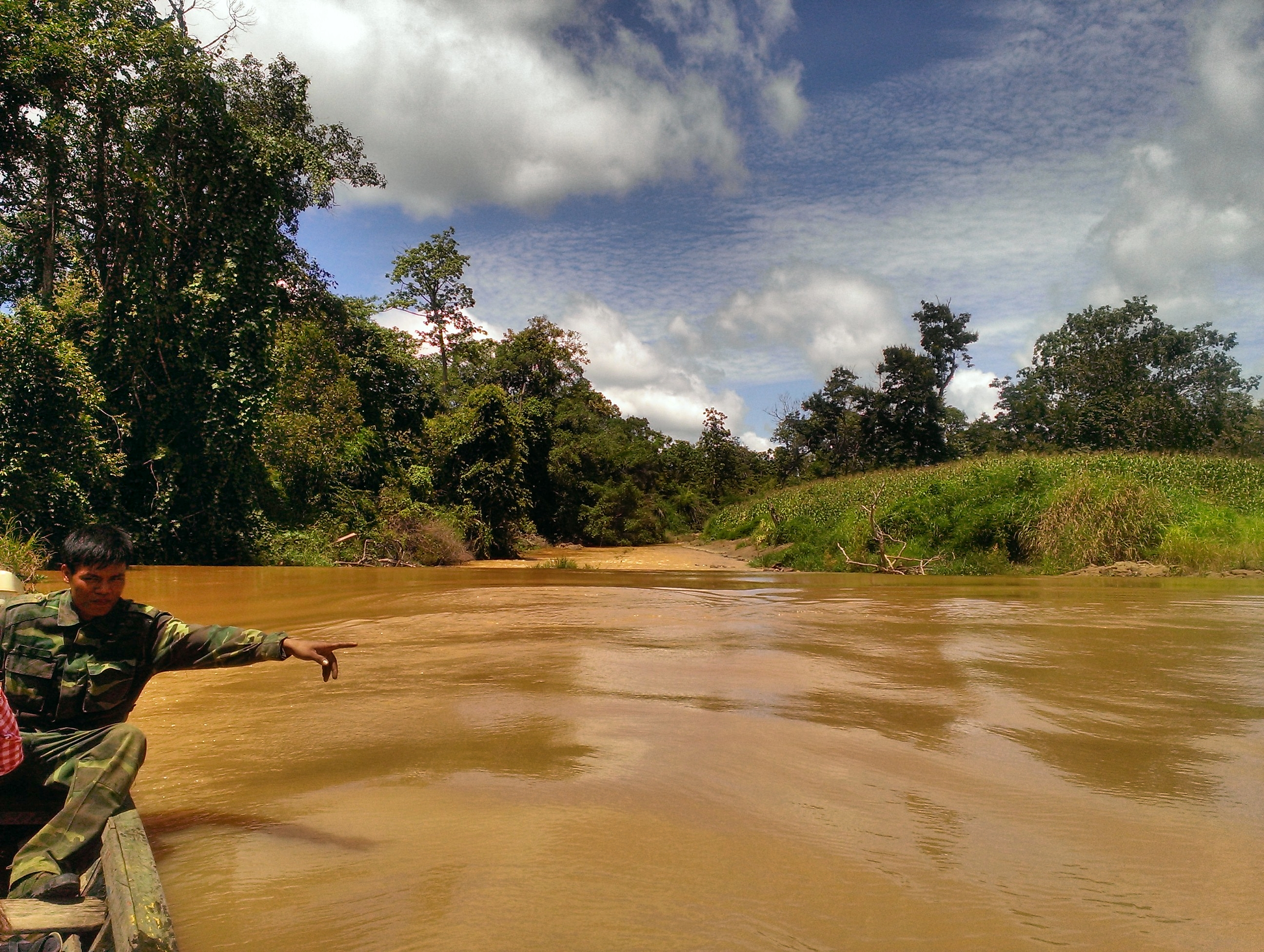
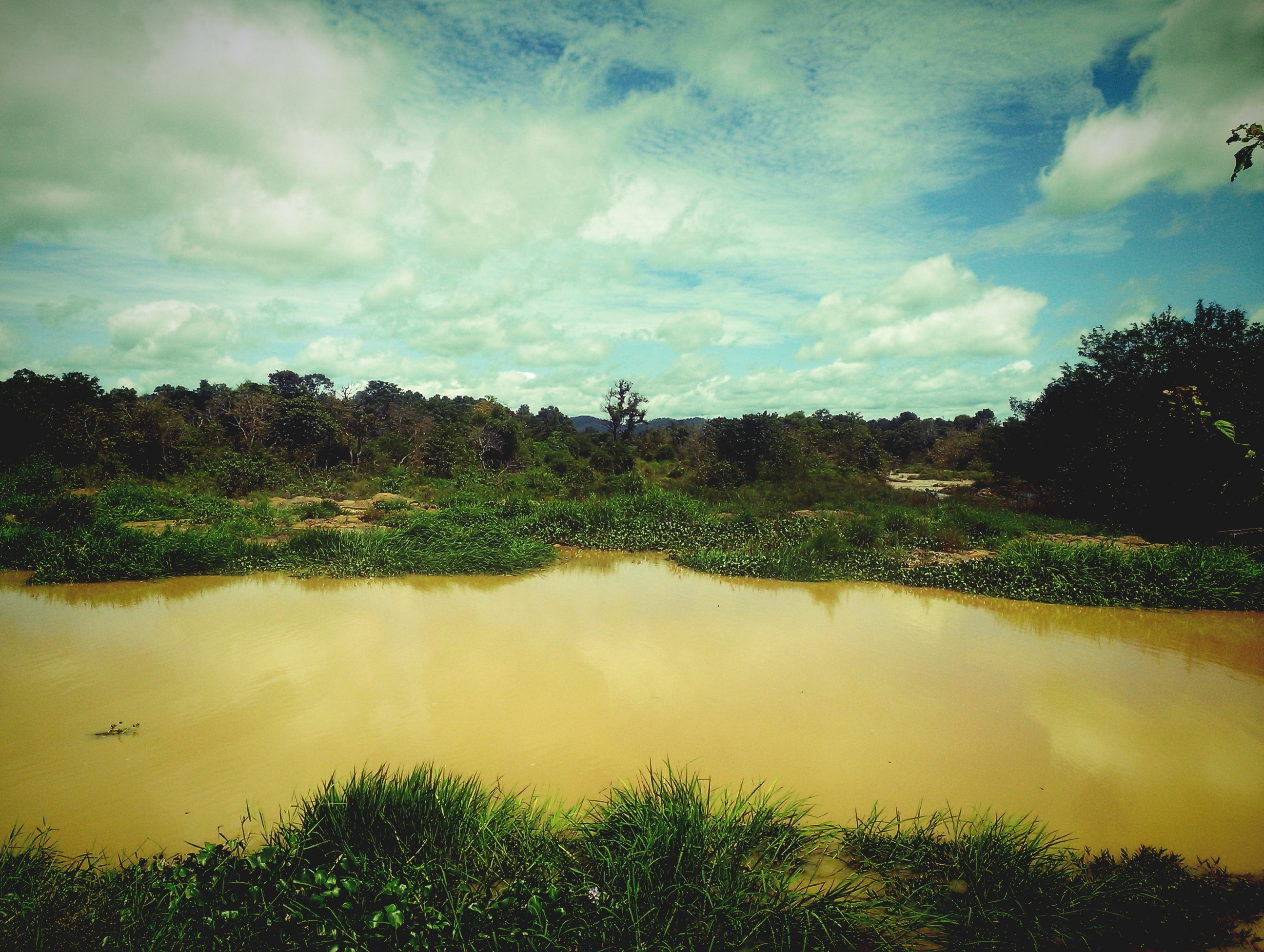
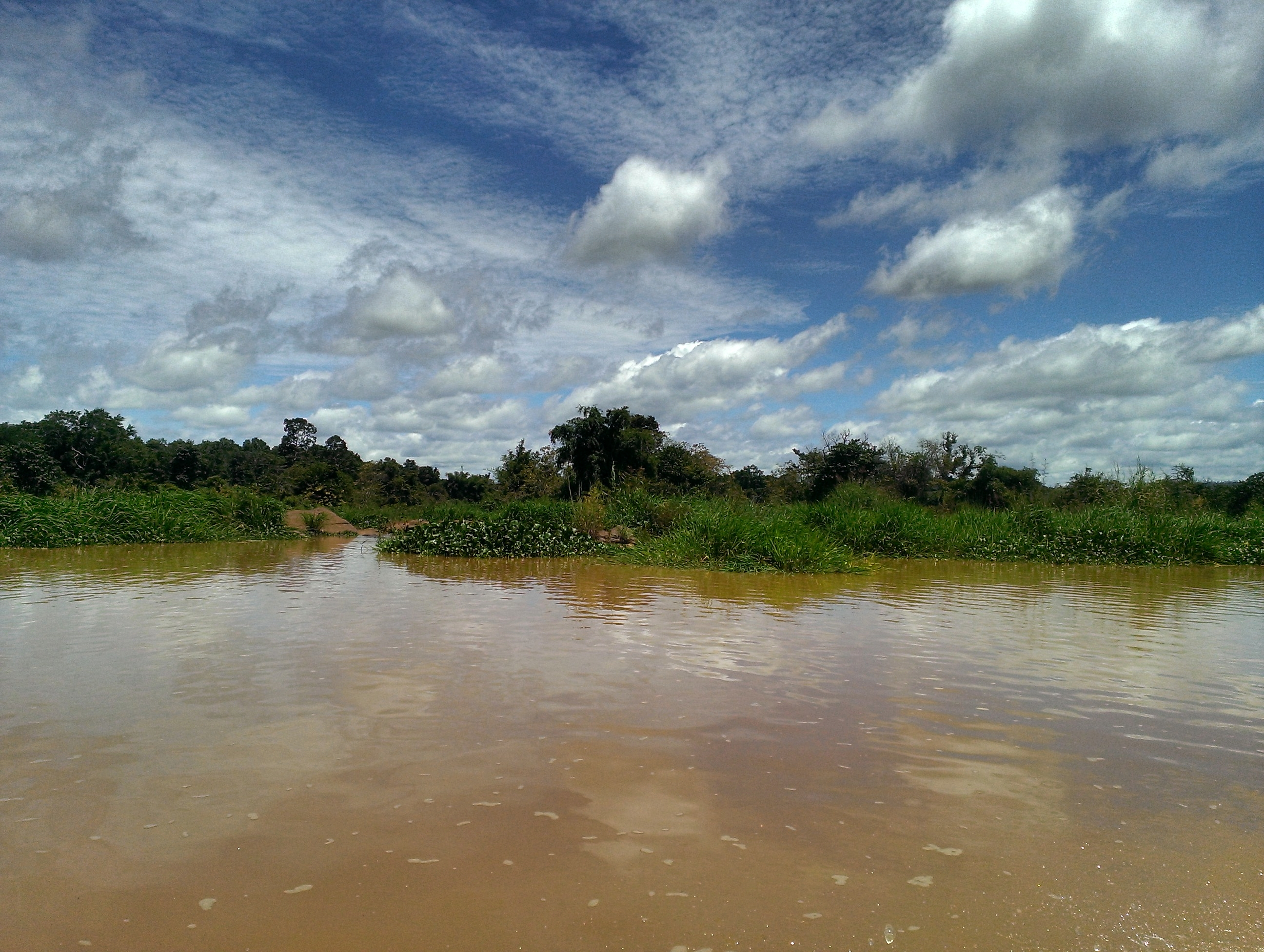
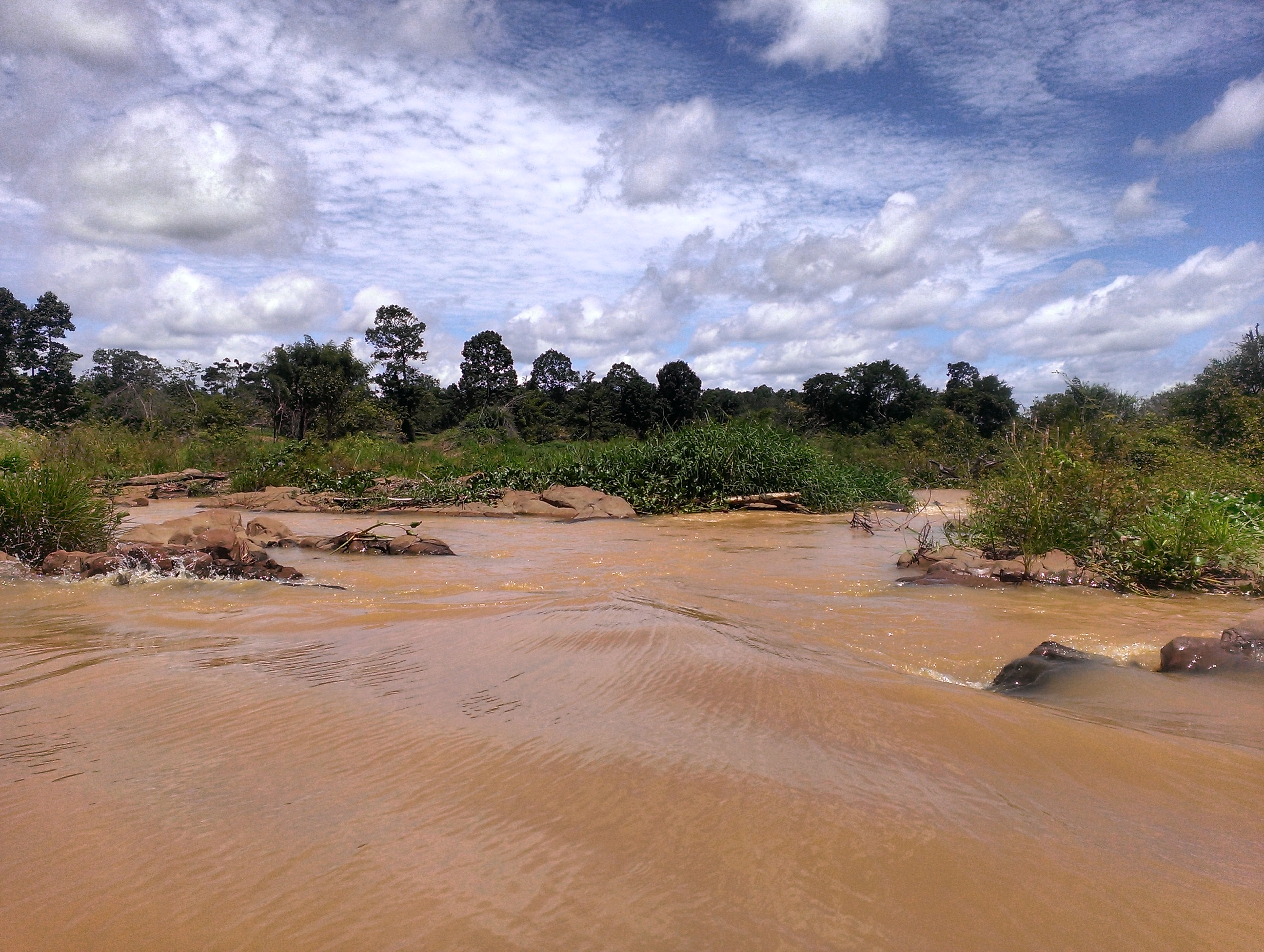
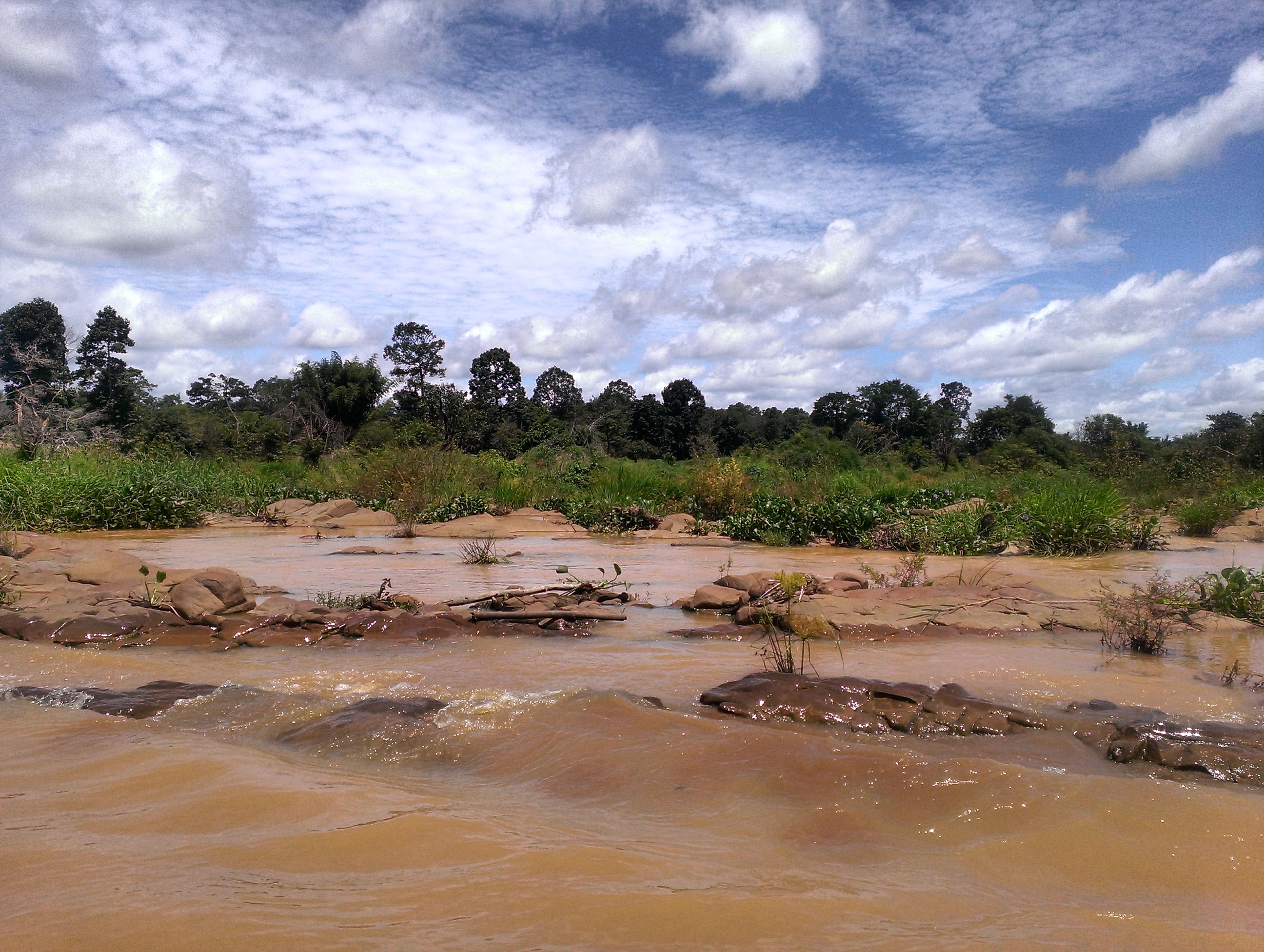